# Stella doppia 61 Cygni
Stella doppia 61 Cygni (titolo originale Mission of Gravity) è un romanzo di fantascienza scritto da Hal Clement, pubblicato per la prima volta negli Stati Uniti a puntate sulla rivista Astounding Science Fiction nel 1953. L'anno seguente ne è uscita un'edizione libraria con copertina rigida e nel 1958 la prima edizione tascabile.
Nel 2004 stato candidato al premio Retro Hugo per il 1954.
La prima edizione italiana è dell'ottobre del 1954, nella collana Urania edita dalla Mondadori. L'ultima edizione risale al giugno del 2010.
Clement ha pubblicato due seguiti: un romanzo nel 1970 intitolato Luce di stelle (Star Light) e un racconto nel 1973 intitolato Lecture Demonstration.
Le ristampe del libro, soprattutto le più recenti, includono spesso il saggio Mondo trottola (Whirligig World) in cui Clement descrive il suo approccio nello scrivere una storia di fantascienza, utilizzando come esempio l'ideazione del pianeta Meskilin. Il saggio è stato pubblicato per la prima volta nel giugno del 1953 su Astounding.

## Titolo
Il titolo in lingua originale, Mission of Gravity, è un gioco di parole che può essere letto in riferimento alla forza di gravità, per approfondire lo studio della quale è stata sviluppata la missione di ricerca e di recupero raccontata nel romanzo, oppure all'estrema serietà ed importanza dell'impresa che i protagonisti sono chiamati ad adempiere. Tale stratagemma è perso nella traduzione in italiano, mentre è conservato nella versione in francese, Question de poids ("questione di peso"). Invece il titolo in italiano fa riferimento al sistema stellare in cui è ambientata la storia: 61 Cygni.

## Ambientazione

### Storia

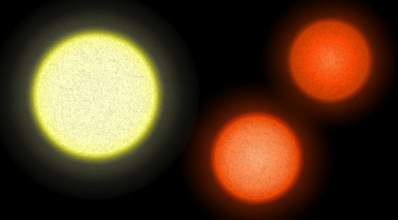
Raffronto tra le dimensioni del Sole (sinistra), di 61 Cygni A (in basso) e 61 Cygni B (in alto a destra)

Nel 1942 K. A. Strand, allora direttore dello United States Naval Observatory, utilizzando delle osservazioni fotografiche effettuate negli osservatori di Potsdam, Lick e Sproul, individuò delle piccole e sistematiche variazioni nelle orbite di 61 Cygni A e B, il che suggerì la possibile esistenza di un terzo, invisibile corpo orbitante attorno ad una delle due. Sebbene Starnd fosse riuscito a calcolare l'orbita dell'oggetto attorno al centro di massa del sistema e a stimare che l'oggetto possedesse una massa pari a circa 16 volte quella di Giove, non poté stabilire intorno a quale delle due stelle ruotasse. Ad ogni modo suppose che si trattasse di un pianeta non risolvibile dagli strumenti dell'epoca. La scoperta è stata successivamente smentita ed oggi non risulta la presenza di pianeti nel sistema, ma ancora nel 1977 astronomi sovietici dell'Osservatorio di Pulkovo presso San Pietroburgo ipotizzavano la presenza di ben tre pianeti: due giganti gassosi di massa rispettivamente 6 e 12 volte quella di Giove in orbita attorno a 61 Cyg A e un altro gigante gassoso di 7 masse gioviane attorno a 61 Cyg B.
Hal Clement si ispirò alla sensazionale scoperta del pianeta extrasolare per scrivere, dieci anni dopo, il suo romanzo. In assenza di dati certi, Clement si prese alcune libertà nel creare il «suo pianeta», Mesklin.

### Mesklin
Mesklin è un gigante gassoso in orbita attorno a 61 Cygni A. Ruota su sé stesso in 2 ore ed 8 minuti ed ha assunto la forma di un ellissoide molto schiacciato, «da far vergogna a Saturno». Gli elevati valori della velocità di rotazione e dello schiacciamento determinano marcate variazioni dell'accelerazione di gravità tra i poli e l'equatore. Nel romanzo Clement ipotizza che si registrino 3 g all'equatore e circa 700 g ai poli. Il sistema planetario è completato da una serie di anelli e da un numero non meglio precisato di lune. La più importante ai fini della storia è Toorey, sulla cui superficie è installata una base umana.
L'atmosfera del pianeta ricca di idrogeno e metano è soggetta a notevoli variazioni stagionali. L'orbita, che si basa sui calcoli di Strand, presenta un'elevata eccentricità che determina un'escursione termica di 130º tra apoastro e periastro. Clement ipotizza inoltre che l'asse di rotazione sia inclinato di 28º rispetto al piano dell'orbita e che l'inverno australe sia raggiunto al periastro. In questo modo l'emisfero boreale è coperto per la maggior parte dell'anno mesklinita da un'estesa calotta di ghiaccio che, fondendo in estate, innesca una serie di uragani nelle regioni equatoriali.
Il pianeta ospita delle forme di vita intelligenti a base di metano che abitano prevalentemente l'emisfero australe. Esse hanno l'aspetto di robusti millepiedi e sono in grado di resistere ai valori polari dell'accelerazione di gravità. Sul pianeta sono presenti numerose civiltà adattatesi in vario modo alle condizioni ambientali, civiltà che variano grandemente in costumi e conoscenze tra l'equatore (l'Orlo) ed i poli.

## Trama
Barlennan, il protagonista del romanzo autoctono di Mesklin, è capitano della Bree, un vascello commerciale mesklinita impegnato in una spedizione all'equatore del pianeta, dove la gravità è solo una piccola frazione di quella a cui la sua cultura è abituata. All'apertura del romanzo lo troviamo in contatto con degli esploratori umani, appena in grado di sopravvivere alla incredibilmente leggera, per il capitano, forza di gravità all'equatore.
Barlennan stringe con loro un accordo e si impegna a recuperare i dati raccolti da strumentazioni scientifiche, sviluppate per analizzare la gravità del pianeta e bloccate ad uno dei poli da un guasto del razzo che avrebbe dovuto riportarle in orbita. La restante parte del romanzo descrive il viaggio dall'equatore al polo e il recupero della sonda. Lungo il percorso l'equipaggio della Bree incontra e supera una varietà di ostacoli, aiutato per quanto possibile dagli umani.

## Temi
Un tema importante del racconto è l'universalità delle leggi della fisica: per quanto possa essere esotica l'ambientazione, le leggi che regolano l'universo sono sempre le stesse. Così anche in un ambiente in cui la gravità è pari a centinaia di volte quella avvertita sulla Terra è possibile navigare o volare, purché si apportino le modifiche opportune ai mezzi di trasporto. Come Clement stesso scrive in Whirligig World:
(Hal Clement, Whirligig World. 1953.)
Un secondo tema affrontato è la necessità di procedere per passi nell'apprendimento. Barlennan vorrebbe comprendere tutto e subito della scienza e della tecnologia degli umani, ma alla fine della storia anche lui concorda sull'importanza di imparare i rudimenti della tecnica per poter successivamente raggiungere conoscenze sempre più approfondite.
Infine un terzo tema presente nel romanzo è l'idea di una possibile collaborazione tra alieni ed umani che porti vantaggi ad entrambi.

## Critica
Il romanzo è frequentemente elogiato per la cura e la completezza con cui Clement ha delineato Mesklin. Per quanto l'autore stesso abbia successivamente ammesso che potrebbe aver sbagliato nell'assegnare il valore dell'accelerazione di gravità ai poli, dove 250 g sarebbero stati più ragionevoli, la descrizione di come potrebbero vivere delle creature in tali estreme condizioni risulta dettagliata e convincente. È spesso citato nelle discussioni sul sense of wonder.
Sono state invece mosse critiche agli alieni di Clement nel loro essere "troppo umani" e "non abbastanza alieni". Utilizzando le parole di John W. Campbell, Clement non è riuscito a creare «qualcosa che pensasse bene come un uomo, ma in modo differente».

## Prime edizioni
Il romanzo è stato tradotto in otto lingue; le prime edizioni sono elencate in ordine cronologico nella seguente tabella. È riportata per completezza anche l'edizione originale.
| Lingua              | Titolo                  | Anno della prima edizione | Collana                              | Casa editrice        | Note/Riferimenti      |
| ------------------- | ----------------------- | ------------------------- | ------------------------------------ | -------------------- | --------------------- |
| Inglese             | Mission of Gravity      | 1953                      | Astounding Science Fiction (rivista) | John W. Campbell, Jr | Pubblicato a puntate. |
| Italiano            | Stella Doppia 61 Cygni  | 1954                      | Urania                               | Mondadori            | [ 1 ]                 |
| Tedesco             | Unternehmen Schwerkraft | 1959                      | Terra                                | Moewig               | [ 7 ]                 |
| Francese            | Question de poids       | 1971                      | Ailleurs et Demain                   | Robert Laffont       |                       |
| Russo               | Экспедиция «Тяготение»  | 1972                      |                                      | Мир                  |                       |
| Ebraico             | שליחות כבדת-משקל        | 1981                      |                                      | Am Oved              |                       |
| Finlandese          | Painovoima 700          | 1983                      | Serie di fantascienza                | Ursa                 | [ 8 ]                 |
| Turco               | Ağır Görev              | 2001                      | Bilimkurgu Dizisi                    | İthaki Yayınları     |                       |
| Cinese semplificato | 重力使命                | 2006                      |                                      |                      |                       |

## Edizioni
(elenco parziale)
- Hal Clement, Whirligig World, in Astounding Science Fiction, giugno 1953.
- Hal Clement, Stella doppia 61 Cygni, Urania Collezione, Cisano Bergamasco (BG), Arnoldo Mondadori Editore, giugno 2010, ISSN 1721-6427.